# Wen Xin
Wen Xin (chinesisch 文欣, Pinyin Wen Xin; * 7. Juli 1992) ist eine ehemalige chinesische Tennisspielerin.

## Karriere
Wen spielte hauptsächlich Turniere auf der ITF Women’s World Tennis Tour, wo sie einen Titel im Einzel und drei im Doppel gewinnen konnte.

## Turniersiege

### Einzel
| Nr. | Datum         | Turnier | Kategorie   | Belag | Finalgegnerin | Ergebnis      |
| --- | ------------- | ------- | ----------- | ----- | ------------- | ------------- |
| 1.  | 15. Juli 2012 | Huzhu   | ITF $15.000 | Sand  | Sun Hongrui   | 3:6, 6:2, 6:1 |

### Doppel
| Nr. | Datum             | Turnier  | Kategorie   | Belag     | Partnerin  | Finalgegnerinnen                 | Ergebnis          |
| --- | ----------------- | -------- | ----------- | --------- | ---------- | -------------------------------- | ----------------- |
| 1.  | 8. Dezember 2012  | Bangkok  | ITF $10.000 | Hartplatz | Wang Yafan | Kim Na-ri Lee Ye-ra              | 7:5, 7:5          |
| 2.  | 15. Dezember 2010 | Bangkok  | ITF $10.000 | Hartplatz | Wang Yafan | Huỳnh Phương Đài Trang Li Yihong | 6:0, 6:3          |
| 3.  | 12. Januar 2013   | Hongkong | ITF $10.000 | Hartplatz | Li Yihong  | Eri Hozumi Miyu Katō             | 4:6, 6:1, [12:10] |